# 城山真一
城山 真一（しろやま しんいち、1972年 -）は、日本の小説家。石川県七尾市出身、金沢市在住。石川県立七尾高等学校、金沢大学法学部卒業。第14回『このミステリーがすごい!』大賞受賞。

## 略歴
- 2013年 - 「インター・プレイ」で第1回日本エンタメ小説大賞の最終選考に残るも落選。しかし、同作を改訂した『国選ペテン師千住庸介』で2015年にデビュー。
- 2014年 - 「黒女神の条件」で第16回小学館文庫小説賞最終選考に残るも落選。
- 2015年 - 『ブラック・ヴィーナス 投資の女神』（投稿時タイトル「ザ・ブラック・ヴィーナス」）で第14回『このミステリーがすごい!』大賞受賞[1]。

## 作品リスト

### 単著
- 国選ペテン師千住庸介（2015年1月 泰文堂）
- ブラック・ヴィーナス 投資の女神（2016年1月 宝島社）
  - 【改題】天才株トレーダー・二礼茜 ブラック・ヴィーナス（2017年2月 宝島社文庫）
- 二礼茜の特命 仕掛ける（2017年7月 宝島社）
  - 【改題】仕掛ける（2018年7月 宝島社文庫）
- 看守の流儀（2019年12月 宝島社 / 2022年1月 宝島社文庫）
  - 収録作品：ヨンピン / Gとれ / レッドゾーン / ガラ受け / お礼参り
- 相続レストラン（2020年1月 角川文庫）
- ダブルバインド（2021年10月 双葉社 / 2024年3月 双葉文庫）
- 看守の信念（2022年2月 宝島社 / 2023年10月 宝島社文庫） - 『看守の流儀』続編
  - 収録作品：しゃくぜん / 甘シャリ / 赤犬 / がて / チンコロ
- 狙撃手の祈り（2023年10月 文藝春秋）

### アンソロジー
「」内が城山真一の作品
- 10分間ミステリー THE BEST（2016年9月 宝島社文庫）「境界線」
- 3分で読める！ コーヒーブレイクに読む喫茶店の物語（2020年6月 宝島社文庫）「新花のあんばい」
- 3分で読める！ 眠れない夜に読む心ほぐれる物語（2021年7月 宝島社文庫）「裏看板の店」
- 3分で読める！ 誰にも言えない○○の物語（2022年5月 宝島社文庫）「誰にも言えない別荘の物語」
- 5分で読める！ ぞぞぞっとする怖いはなし（2022年6月 宝島社文庫）「水音」
- 3分で読める！ ティータイムに読むおやつの物語（2023年4月 宝島社文庫）「はかりことようなし」
- 3分で殺す！ 不連続な25の殺人（2023年9月 宝島社文庫）「水音」

## 映像化作品

### テレビドラマ
- 看守の流儀（2025年6月21日、テレビ朝日系、主演：竹内涼真）[2]